# Hofreite Jäger

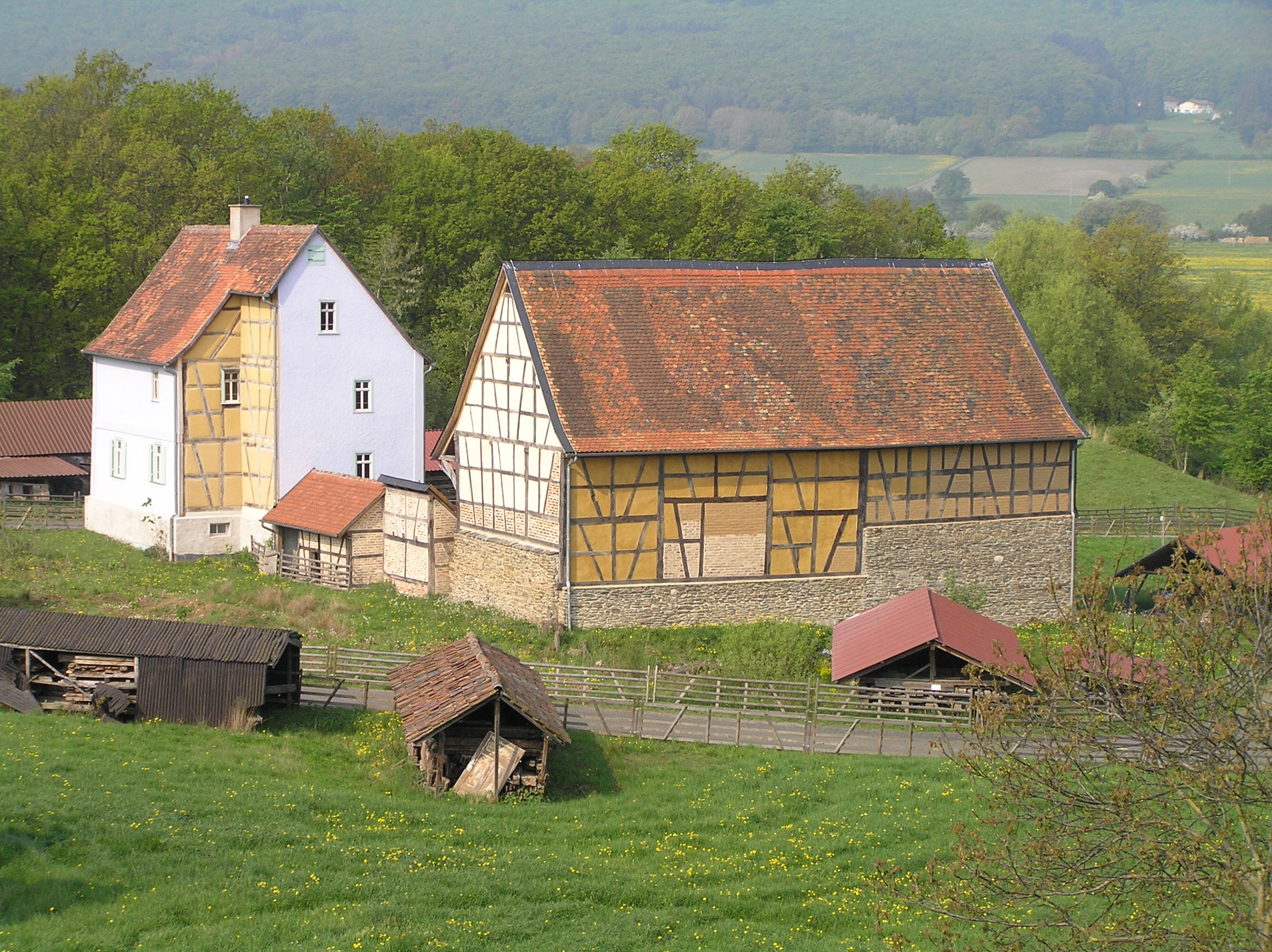
Hofreite Jäger, Rückseite

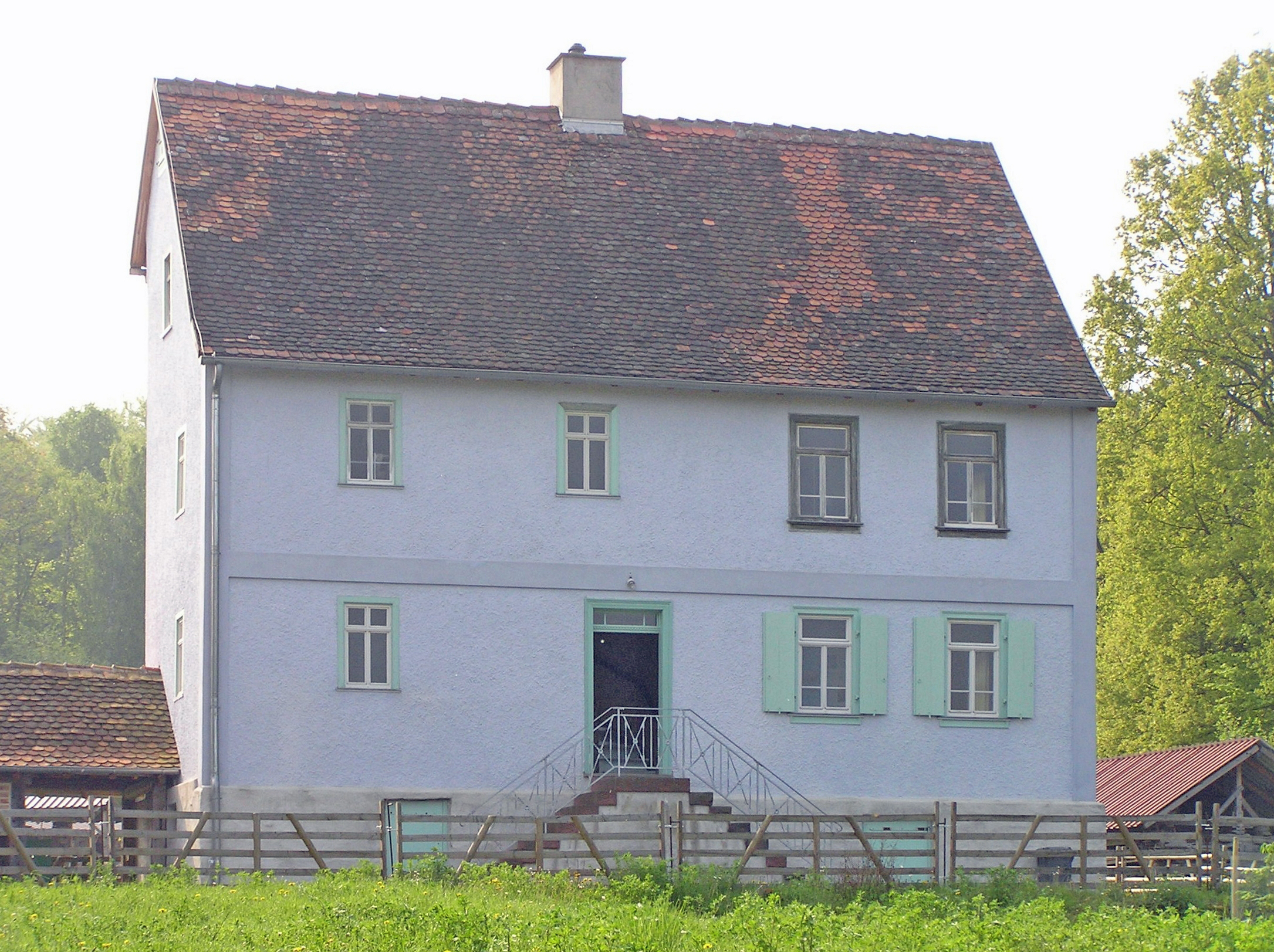
Hofreite Jäger, Wohnhaus

Die Hofreite Jäger ist ein 2002/2005 wieder errichteter Gebäudekomplex aus Neu-Anspach im Hessenpark und dient als „Taunushaus“ der Präsentation von Themen aus dem Taunus.

## Das Gebäude
Die Hofreite Jäger wurde um 1800 in der Langgasse 16 in Anspach errichtet. 1995 wurde das Anwesen abgebaut und in den Hessenpark verbracht. 2002 wurde das Wohnhaus, 2005 die Stallscheune dort wiedererrichtet.
Das große Hauptgebäude zeugt vom relativen Wohlstand seiner Erbauer. Dieser Wohlstand spiegelt sich auch in den erhaltenen Steuerlisten der Gemeinde. Das Gebäude war bis zu seinem Abriss im Besitz der Familie Jäger.
Beim Wiederaufbau im Hessenpark hat man sich an dem Aussehen im Jahr 1882 orientiert. Die Authentizität des grau-blauen groben Verputzes und die farbliche Gestaltung der Innenräume ist durch gefundene Spuren belegt.
Beim Bau des Hauses wurden Holzbalken aus einem Vorgängergebäude verwendet worden. Auch stammen zwei barocke Türen aus einem älteren Gebäude. Ursprünglich waren die Holzbalken helltürkis gestrichen. Ab 1920 waren die Balken in hellbrauner Farbe und ab 1953 in weißer Ölfarbe bemalt.

## Die heutige Nutzung
Das Wohnhaus dient als Ausstellungsort für Schautafeln und Exponate rund um den Taunus. Im Erdgeschoss wird die Geologie des Taunus dargestellt und der Taunus als Lebens- und Kulturraum präsentiert. Im Obergeschoss stellt sich der Taunusklub dar. Mitglieder des Taunusklubs betreuen das Haus und stehen an Wochenenden zur Erläuterung zur Verfügung.
Die Scheune präsentiert die mittelalterlichen Glashütten im Taunus, wie sie bei archäologischen Untersuchungen bei Glashütten darstellen. Gezeigt werden mittelalterliche Glasfunde sowie eine lebensgroße Darstellung einer Glashütte im Emsbachtal.